# مارسيل دي فالكو
مارسيل دي فالكو (بالفرنسية: Marcel De Falco)‏ هو لاعب كرة قدم فرنسي في مركز الهجوم، ولد في 6 يناير 1962 في مارسيليا في فرنسا. لعب مع أولمبيك مارسيليا وباريس سان جيرمان وستاد لافالوا ونادي أورليانز ونادي روديز.

## وصلات خارجية
- مارسيل دي فالكو على موقع قاعدة بيانات كرة القدم.إي يو (الإنجليزية)
- مارسيل دي فالكو على موقع ليكيب (الفرنسية)
- مارسيل دي فالكو على موقع Soccerway.com (الإنجليزية)
- مارسيل دي فالكو على موقع عالم كرة القدم.نت (الإنجليزية)
- مارسيل دي فالكو على موقع GSA (الإنجليزية)